# Masaichi Nagata
 (octobre 2017).
Si vous disposez d'ouvrages ou d'articles de référence ou si vous connaissez des sites web de qualité traitant du thème abordé ici, merci de compléter l'article en donnant les références utiles à sa vérifiabilité et en les liant à la section « Notes et références ».
Pour les articles homonymes, voir Nagata (homonymie).
Masaichi Nagata (永田雅一, Nagata Masaichi) est un producteur japonais, né le 21 janvier 1906 à Kyoto et mort à Tokyo le 24 octobre 1985.

## Biographie
Masaichi Nagata naît dans l'arrondissement de Nakagyō-ku, au sud du carrefour des rues Sanjō (ja) et Aburanokōji (ja).
Il entre à la Nikkatsu, en tant que guide des studios, en 1924. Après avoir occupé des postes importants dans cette compagnie, il démissionne de celle-ci, en désaccord avec des pratiques qu'il juge « féodales ». Il crée alors sa propre société, la Daiichi Eiga, en 1934. Il produit notamment plusieurs films de Kenji Mizoguchi : La Cigogne en papier (折鶴お千, Orizuru Osen, 1935) mais, surtout, L'Élégie d'Osaka (浪華悲歌, Naniwa erejii) et Les Sœurs de Gion (祇園の姉妹, Gion no shimai) en 1936. Bien que la critique ait salué Les Sœurs de Gion et L'Élégie d'Osaka classés respectivement 1re et 3e au classement des dix meilleurs films japonais de l'année 1936 établi par la revue Kinema Junpō en 1937, leur exploitation en salle a été modeste car à cette époque, la Nikkatsu et la Shōchiku contrôlent la diffusion et l'exploitation des films et il est difficile pour une société indépendante comme Daiichi Eiga de faire sa place. La société fait faillite en 1936.
Masaichi Nagata devient président de la compagnie Shinkō Kinema et directeur des studios de Kyoto, en 1936. En 1942, le gouvernement militaire japonais impose le regroupement de trois sociétés (Shinkō Kinema, Daito et Nikkatsu) en une seule, avec à sa direction, Masaichi Nagata. Au sortir de la guerre, la société devient la Daiei, produisant de nombreux films de prestige. On doit à Masaichi Nagata la découverte d'actrices comme Machiko Kyō, Ayako Wakao ou Fujiko Yamamoto.
En 1953, il est à l'initiative de l'« accord des cinq compagnies » pour empêcher la Nikkatsu concurrente de développer sa production de films. Il sera, en outre, le producteur attitré des œuvres ultimes de Kenji Mizoguchi entre 1953 et 1956. Producteur d'environ 140 films, Nagata survivra à la faillite de la Daiei en 1971 en reconstituant une compagnie de distribution des anciens films.

## Filmographie sélective (comme producteur)
- 1935 : La Cigogne en papier (折鶴お千, Orizuru Osen?) de Kenji Mizoguchi
- 1935 : Oyuki la vierge (マリヤのお雪, Maria no Oyuki?) de Kenji Mizoguchi
- 1935 : Les Coquelicots (虞美人草, Gubijinsō?) de Kenji Mizoguchi
- 1936 : L'Élégie d'Osaka (浪華悲歌, Naniwa erejii?) de Kenji Mizoguchi
- 1936 : Les Sœurs de Gion (祇園の姉妹, Gion no shimai?) de Kenji Mizoguchi
- 1951 : Miss Oyu (お遊さま, Oyū-sama?) de Kenji Mizoguchi
- 1952 : La Belle et le Voleur (美女と盗賊, Bijo to tozoku?) de Keigo Kimura
- 1953 : Les Contes de la lune vague après la pluie (雨月物語, Ugetsu monogatari?) de Kenji Mizoguchi
- 1953 : La Porte de l'enfer (地獄門, Jigokumon?) de Teinosuke Kinugasa
- 1954 : L'Intendant Sansho (山椒大夫, Sanshō dayū?) de Kenji Mizoguchi
- 1954 : La Princesse Sen (千姫, Sen-hime?) de Keigo Kimura
- 1954 : Le Démon doré (金色夜叉, Konjiki yasha?) de Kōji Shima
- 1954 : Les Amants crucifiés (近松物語, Chikamatsu monogatari?) de Kenji Mizoguchi
- 1955 : Le Héros sacrilège (新・平家物語, Shin heike monogatari?) de Kenji Mizoguchi
- 1955 : Le Cheval et l'Enfant (幻の馬, Maboroshi no uma?) de Kōji Shima
- 1956 : La Rue de la honte (赤線 地帯, Akasen chitai?) de Kenji Mizoguchi
- 1956 : Le Satellite mystérieux (宇宙人東京に現る, Uchūjin Tōkyō ni arawaru?) de Kōji Shima
- 1956 : Le Pont du Japon (日本橋, Nihonbashi?) de Kon Ichikawa
- 1956 : Rivière de nuit (夜の河, Yoru no kawa?) de Kōzaburō Yoshimura
- 1957 : Une histoire d'Osaka (大阪物語, Osaka monogatari?) de Kōzaburō Yoshimura
- 1958 : Le Héron blanc (白鷺, Shirasagi?) de Teinosuke Kinugasa
- 1958 : La Vengeance des loyaux serviteurs (忠臣蔵, Chūshingura?) de Kunio Watanabe
- 1958 : Le Pavillon d'or (炎上, Enjō?) de Kon Ichikawa
- 1959 : Feux dans la plaine (野火, Nobi?) de Kon Ichikawa
- 1959 : L'Étrange Obsession (鍵, Kagi?) de Kon Ichikawa
- 1960 : Le Fils de famille (ぼんち, Bonchi?) de Kon Ichikawa
- 1960 : Tendre et folle adolescence (おとうと, Otōto?) de Kon Ichikawa
- 1960 : Testaments de femmes (女経, Jokyō?) de Kon Ichikawa et Yasuzō Masumura
- 1961 : Dix femmes en noir (黒い十人の女, Kuroi jūnin no onna?) de Kon Ichikawa
- 1961 : Le Nouveau Roman de Genji (新源氏物語, Shin Genji monogatari?) de Kazuo Mori
- 1962 : La Grande Muraille (秦・始皇帝, Shin shikōtei?) de Shigeo Tanaka
- 1963 : La Vengeance d'un acteur (雪之丞変化, Yukinojo Henge?) de Kon Ichikawa
- 1964 : Fille d'asphalte (停年退職, Asufaruto gāru?) de Kōji Shima
- 1965 : La Femme de Seisaku (清作の妻, Seisaku no tsuma?) de Yasuzō Masumura
- 1967 : La Femme du docteur Hanaoka (華岡青洲の妻, Hanaoka Seishū no tsuma?) de Yasuzō Masumura
- 1969 : La Bête aveugle (盲獣, Mōjū?) de Yasuzō Masumura
- 1969 : La Saga de Magoichi (尻啖え孫市, Shirikurae Magoichi?) de Kenji Misumi
- 1979 : Nichiren (日蓮?) de Noboru Nakamura

## Récompenses et distinctions
- Prix Kan-Kikuchi en 1954
- Médaille au ruban pourpre en 1955
- 1962 : Prix spécial pour sa carrière par la revue Kinema Junpō[3]